# Dolophones maxima
Dolophones maxima là một loài nhện trong họ Araneidae.
Loài này thuộc chi Dolophones. Dolophones maxima được Henry Roughton Hogg miêu tả năm 1900.